# John Goldwyn
John Goldwyn (Los Angeles, 10 agosto 1958) è un produttore cinematografico e produttore televisivo statunitense.

## Biografia
Tra i suoi maggiori successi cinematografici, Goldwyn vanta la produzione di film quali Io non sono qui, Baby Mama e I sogni segreti di Walter Mitty. Come produttore televisivo, il suo maggior successo è Dexter, col quale ha raccolto diverse nomination ai maggiori premi quali i BAFTA e gli Emmy.

### Vita privata
Goldwyn viene da una famiglia molto legata al mondo del cinema: il padre, Samuel Goldwyn Jr., ed il nonno paterno, Sam Goldwyn sono stati a loro volta dei produttori cinematografici; la madre Jennifer Howard Coleman era un'attrice, così come la nonna materna Clare Eames; il nonno materno, Sidney Howard, era invece sceneggiatore. Anche il fratello Tony è attore.
In prime nozze, nel 1986 ha sposato l'attrice e produttrice Colleen Camp, da cui ha avuto la figlia Emily, e da cui ha divorziato nel 2001, dopo aver reso pubblica la propria omosessualità.
Nel 2011 ha sposato l'imprenditore Jeffrey Michael Klein.

## Filmografia

### Cinema
- Scuola di polizia 2 - Prima missione (Police Academy 2: Their First Assignment, 1985), regia di Jerry Paris
- Hot Rod - Uno svitato in moto (Hot Rod, 2007), regia di Akiva Schaffer
- Io non sono qui (I'm Not There, 2007), regia di Todd Haynes
- Baby Mama (2008), regia di Michael McCullers
- MacGruber (2010), regia di Jorma Taccone
- Parto con mamma (The Guilt Trip, 2012), regia di Anne Fletcher
- I sogni segreti di Walter Mitty (The Secret Life of Walter Mitty, 2013), regia di Ben Stiller
- Estate a Staten Island (Staten Island Summer), regia di Rhys Thomas (2015)
- Masterminds - I geni della truffa (Masterminds), regia di Jared Hess (2016)

### Televisione
- Dexter – serie TV, 93 episodi (2006-2013)
- Gracepoint – miniserie TV (2014)
- Harley and the Davidsons – miniserie TV (2016)
- Manhunt – serie TV, 18 episodi (2017-2020)
- Dopesick - Dichiarazione di dipendenza (Dopesick) – miniserie TV (2021)
- MacGruber – serie TV, 8 episodi (2021)
- Dexter: New Blood – miniserie TV (2021-2022)
- Dexter: Original Sin – serie TV, 10 episodi (2024-2025)
- Dexter: Resurrection – serie TV, 10 episodi (2025)